# Хеннинг, Гитте
Гитте Хеннинг (дат. Gitte Hænning; род. 29 июня 1946) — датская певица и актриса, наиболее известная в Германии и Скандинавии.

## Биография
Гитте родилась в 1946 году в датском городе Орхус, в семье композитора Отто Хеннинга.
Впервые вышла на сцену в 1954 году, выступив в дуэте со своим отцом с песней «Giftes med farmand». Она переехала в Швецию в 1958 году. Её первый хит на шведском языке «Tror du jag ljuger» вышел в 1961 году. Будучи ребёнком, Гитте исполняла песни почти на всех европейских языках, включая: датский, шведский, итальянский, английский и нидерландский. Она также снималась в ряде фильмов и телешоу в Дании и Швеции. В 1963 году Гитте спела свой первый хит на немецком «Ich will 'nen Cowboy als Mann», позже получивший огромный успех, и сделавший её известной в Германии. В 1967 году Гитте снялась в датско-шведско-исландском фильме «Красная мантия», также известном как «Сага о викинге», с Олегом Видовым в главной роли.
В 1970—1980 годах она исполняла множество популярных хитов (шлягеров) на немецком языке и имела огромную популярность в Германии. В 1990—2000 годах выпустила несколько джазовых альбомов.
В настоящее время Гитте проживает в Берлине и продолжает выступать.

## Евровидение
Гитте принимала участие в Евровидении в 1973 году. С песней «Junger Tag» она представляла Германию и заняла восьмое место.
До этого она также попыталась представить на конкурсе Данию в 1962 году с песней «Jeg snakker med mig selv», но была дисквалифицирована в связи с тем, что композитор исполнил песню в столовой Датской радиовещательной корпорации, что шло вразрез с правилами Евровидения, согласно которым песня не должна исполняться до начала конкурса.
В 1978 году Гитте снова попыталась принять участие в Евровидении, представив Люксембург, но не прошла национальный отбор.